# Trentepohlia spinaspersa
Trentepohlia spinaspersa là một loài ruồi trong họ Limoniidae. Chúng phân bố ở miền Australasia.